# 鉄神ガンライザーヒーローズ
『鉄神ガンライザーヒーローズ』（てつじんガンライザーヒーローズ）は、テレビ岩手の「らどんぱ!」内にて2016年7月から毎週日曜7:00-7:28に放送されていた特撮番組及び、岩手県内で展開されているローカルヒーロー。
「鉄神ガンライザーNEO2」の続編としてテレビ岩手のスタッフにより制作された。
続編は2017年10月からスタートの鉄神ガンライザー零。
※詳細については鉄神ガンライザー シリーズの項を参照。

## 概要
東日本大震災後に「岩手の子どもたちに元気と笑顔を！」を合言葉に誕生し、シーズン1～3、NEO･NEO2まで番組が制作された「鉄神ガンライザー シリーズ」の第6作。シーズン1～3のスタッフが制作している。
前作までの設定やキャラクターを活かしつつ主人公をオーディション選考し、当時8歳の小学生菅野優心が三ツ石ゴウ役として選ばれ、史上最年少の特撮変身ヒーローの主人公として話題となった。
2016年7月10日からスタートし2016年10月23日まで全13話が放送された。
番外編となる「0話」「特別編」を都鳥伸也監督が撮るなど、岩手に縁のあるスタッフで制作されている。
テレビ番組での露出の他、雑誌や新聞でも取り上げられ、岩手県内各地では握手会やキャラクターショーが行われている。
前作の「NEO」「NEO2」で及川拓郎監督がメガホンを取ったことにより対象年齢が上がったが、本作は「子ども向け」という視点にかえり、子どもたちの等身大のヒーローを目指して制作された。
「ヒーローズ」のタイトルの通り岩手県内各地のローカルヒーローに加え、秋田県のヒーローである超神ネイガーがゲスト出演した。

## ストーリー
兄の三ツ石ジンが行方不明になり、弟の三ツ石ゴウが兄の遺した豪鉄お守りで鉄神ガンライザーMAXに変身。
もののけであるパッカー大佐と力を合わせ、羅刹王の座を狙う若い鬼・ナッタ鬼と戦う。

## 登場人物
三ツ石ゴウ（みついし ゴウ）/鉄神ガンライザーMAX（てつじんガンライザーマックス）
演 - 菅野優心
本作の主人公。盛岡市の小学校に通う小学3年生(9歳)。
鉄神ガンライザーに変身する兄のジンに憧れ、自分も強くてかっこいいヒーローになりたいと願い、技の特訓をする。
パッカー大佐を「師匠」と呼び、慕うようになる。勉強は苦手。
兄の三ツ石ジンが遺した「豪鉄お守り」でガンライザーMAXに変身する。決めゼリフは「MAXパワーでガンガンいくべ！」。
初変身した際、大好きなオオガマックスから名前を取り「ガンライザーMAX」と自分で命名した。
小さいので「チビライザー」と呼ばれることもある。
- SLブラスター：三角定規が変形した銃。封印の呪文を螺旋状にしたビームが発射される。
- 豪鉄セイバー：物差しを剣の形に変形させた剣。伝説の金属、ヒヒイロカネを使って作ったもので、とても硬い。
- トリプルサンライズスラッシュ：ガンライザー･ガンライザーNEOと力を合わせて3人で繰り出した必殺技。

パッカー大佐（パッカーたいさ）
声 - 早川誠一
河童の姿をしたもののけ。
羅刹、羅刹王ヒデージャに仕え、岩手を文明の発達していない千年前の姿に戻したいと願い、様々な悪戯をして人々を困らせるなどしていた。
5度もガンライザーやガンライザーNEOに敗れ、「岩手を救うヒーローになりたい」という夢を持つようになった。
今作での口癖は「俺様はスーパーヒーロー」。口はたつが、ガンライザーMAXに負けるほど戦闘力は低い。
オダーズを部下に従え、部下想いな一面を見せる。
イヅーナ
演 - 小山夏実
女狐のもののけ。
人間を恨んでおり、シーズン3では人間に復讐するため羅刹王に仕えていた。
口癖は岩手弁の「いづいなぁ～」。イケメンには弱い。
オダーズ1号･2号
キュウリのもののけの戦闘員で、パッカー大佐を慕う忠実な部下たち。
「んだー！　んだー！」と言いながら悪ノリするのが癖で、いつもパッカー大佐に「おだずな！（ふざけるな、の方言）」と怒られている。
ぼっこ
声 - 菅原那緒子
座敷わらし。スマートフォンから姿を現す。パッカー大佐とは千年前から旧知の仲。
姫神結（ひめかみ ゆい）
演 - 加村真美
姫神家の末裔で封印の呪文を唱えることが出来る。人間ともののけの共存を目指す。
宮沢露伴（みやざわ ろはん）
演 - 松尾英太郎
民俗学を研究する岩鷲（がんじゅ）大学の教授。一風変わった性格の持ち主。
自分をコントロールし、グズメ鬼（き）マヨイガーとして変身して戦うことができる。
宮守かぐら（みやもり かぐら）/リアスマリン
演 - 佐々木李紗
幼稚園の先生にして空手の達人。姫神家を守る宮守家の末裔である。
※ヒーローズのリアスマリンについては共演キャラクターの項目を参照
ナナ/リアスマリン
演 - 小松彩夏
30年後の未来からタイムワープしてきた姫神結の娘。未来のゴウに武術を教わる。
ゴウ、岳、ケンジへ届け物を託した。
ガンライザーZEROの変身者である時雨（しぐれ）を弟に持つ。
※ヒーローズのリアスマリンについては共演キャラクターの項目を参照
焼石岳（やけいし がく）
演 - 高橋洋
パソコンのプログラミングが得意な青年。かつては高校球児のピッチャーで有望な野球選手だったが、肩を故障したことでネガティブな性格になる。
シーズン2ではガンライザーと敵対していた。シーズン3ではジンのサポートをする戦友となる。
本作では「焼石ボール1号」を披露する。自作の転送プログラムが入ったSDカードをジンに渡す。
30年後の未来から来たナナには焼石先生と呼ばれている。
早池峰ケンジ（はやちね ケンジ）
演 - 千葉亘
ジョーとともに羅刹と戦った男。本職は金属を研究するエンジニア。
シリーズ初期で強力な武器が自然を破壊したことの反省から、結の呪文をヒントにもののけにしか効かない光線が出るSLブラスターやヒヒイロカネを使った豪鉄セイバーを開発し、ゴウをサポートする。
三ツ石ジン（みついし ジン）/鉄神ガンライザー
演 - 伊藤翔悟
22歳。金色の豪鉄お守りの力で鉄神ガンライザーに変身する、シーズン3の主人公でゴウの兄。
長らく山奥で戦いに備えて修行して生活していた。豪鉄ブレードに封印されていた。
不来方ジョー（こずかた ジョー）/鉄神ガンライザー
演 - 中田勇樹
ゴウが通う小学校の教師。
ゴウは知らなかったが、実は千年前に羅刹を退治した不来方家の末裔でシーズン1･２の主人公。
三ツ石家の豪鉄お守りを借りてガンライザーに変身した。
不来方家の自分のお守りはアラタに渡したため普段は変身できない。
決めゼリフは「赤い炎を身にまとい、鉄の拳で悪を討つ。俺の教え子は俺が守る！」
武器は豪鉄剣で繰り出す「豪鉄スラッシュ」。
日高見アラタ（ひたかみ アラタ）/鉄神ガンライザーNEO
演 - 鈴木裕樹
32歳。鉄神ガンライザーNEOに変身するNEOシリーズの主人公。南部鉄瓶に封印された。
必殺技は新南部ソードで繰り出す「南部一文字斬り」。
SLギャラクシーガンで雲間を割り、太陽の光を集めることもできる。
森岡ユウキ（もりおか ユウキ）[特別編]
演 - 上原悠
森に迷い込んだ少年。振る舞いが礼儀正しい。ゴウが通う小学校の近くに住んでいる。
羅刹神（らせつしん）
声 - 渡邊雄介
鬼の世界を束ねる神。強力な力を持ち、鬼に武器や力を与えることができる。
岩手を破壊するために、言葉巧みにナッタ鬼を騙し利用する。
ナッタ鬼（ナッタき）
声 - 小林渓太郎
「羅刹王に俺はなる！」が決めゼリフの鬼。
羅刹神から選ばれたことで自分がスーパーエリートであると自負している、溢れ出る自信の持ち主。
格好をつけた喋り方をするが、間違って覚えていることが多い。
羅刹神から授かった「封印の指輪」でヒーローたちを封印しようとする恋多き鬼。
武器の「デビルアックス」から繰り出す竜巻激風斬で相手を飛ばすこともできる。
調子に乗っている･格好をつけているなどを意味する岩手弁の「なったき」から。
オダージョ
ナッタ鬼に一途に仕える女スパイのキュウリのもののけ。
「んだぁ～」というセクシーな声で話す。得意技は色仕掛け。

## 共演キャラクター
郷炎神ヒャクシカイザー（ごうえんじんヒャクシカイザー）[第2話]
鹿踊(ししおど)りの面に封印された。敵は鴉忍衆。
必殺技はササラブレイドの剣先で円を描き、リンゴを輪切りにするように水平に斬る「えさしアップルスラッシュ」。
岩鷲護神ハチマンタイラー（がんじゅごしんハチマンタイラー）[第3話]
安代の特産、りんどうの花に封印された。八幡平市の金沢清水湧水群のバナジウム天然水で封印が解けた。
必殺技は八幡平から吹き降ろす風の刃「岩鷲ブレードアロー」。
敵は魔蛇目。
百米合力タケルンジャー（ひゃくまいごうりきタケルンジャー）[第4話]
炊飯器に封印された。必殺技はしゃもじの剣･シャモライザーで繰り出す「天地返し」。
決めゼリフは「矢巾町の米は俺が守る！」。メシの邪魔は誰にもさせない。
敵はカメムシ、コメムシである。
水の精リアスマリン[第5話]
宮守かぐらとナナが変身する戦士。お守りは一つしか存在しないが、ナナが30年後の未来からお守りを持ってやってきたため、同時に2人が変身できた。変身ベルトのバックルに「岩手」という字があしらわれているのが宮森かぐらが変身した姿。「R･M」という字があしらわれているのがナナが変身した姿。
「浄土ヶ浜Wウミネコキック」。
六魂戦隊ゲイビマン[第6話]
運玉に封印された。願いが叶うと言われている猊鼻渓の穴に運玉を入れることで封印が解けた。
必殺技はゲイビマンたち６人がフォーメーションを組んで放つ「うんだマグナムシュート」。
護宝神ニシワガー[第8話]
藁人形に封印された。人々の代わりに災いを受ける藁人形のように、パッカー大佐のわんこパンチで辛い目に遭い続けたことで封印が解けた。
決めゼリフは「西和賀町の温泉と！スッポンと！その他いろいろはオラが守る！」
西わらびに目がない。
超神ネイガー[第9話]
岩手県の隣県である秋田県のローカルヒーロー。
決めゼリフは「海を、山を、秋田を守る！超神ネイガー！」
必殺技はキリタンソードで繰り出される「比内鶏クラッシュ」。
カマクラナックルの「横手豪雪パンチ」で県境の結界を砕いた。
敵は「だじゃく組合」。本作にはカマドキャシーとエフリコギが出演。
オオガマックス[第10話]
滝沢市大釜のローカルヒーロー。大釜保育園の園長先生が変身している。
卒園生である三ツ石ゴウにヒーローに大切なことは「人を守ろうとする気持ち」であると説く。
ただの人間であるため、封印の指輪では封印することはできない。
岩鉄拳チャグマオー改[第11話]
チャグチャグ馬コの置物に封印された。滝沢スイカを食べたことで封印が解けた。
必殺技は「滝沢スイカッター」。

## 各話
| 話数   | タイトル                     | 主なロケ地 |
| ------ | ---------------------------- | ---------- |
| 第1話  | 新登場！ガンライザーMAXの巻  | 盛岡市     |
| 第2話  | 郷炎神ヒャクシカイザーの巻   | 奥州市     |
| 第3話  | 岩鷲護神ハチマンタイラーの巻 | 八幡平市   |
| 第4話  | 百米合力タケルンジャーの巻   | 矢巾町     |
| 第5話  | 水の精リアスマリンの巻       | 宮古市     |
| 第6話  | 六魂戦隊ゲイビマンの巻       | 一関市     |
| 第7話  | 鉄神ガンライザーの巻         | 盛岡市     |
| 第8話  | 護宝神ニシワガーの巻         | 西和賀町   |
| 第9話  | 超神ネイガーの巻             | 横手市※    |
| 第10話 | オオガマックスの巻           | 滝沢市     |
| 第11話 | 岩鉄拳チャグマオー改の巻     | 滝沢市     |
| 第12話 | 鉄神ガンライザーNEOの巻      | 盛岡市     |
| 第13話 | たたかえ！ヒーローズの巻     | 盛岡市     |

主なロケ地は基本的に岩手県であるが、第9話だけ秋田県となっている。
| 第0話 | 封印！三ツ石ジンの巻 | 盛岡市 |

本作第1話につながる、三ツ石ジンが封印される物語が描かれている。
| 特別編 | キツネのもののけイヅーナの巻 | 滝沢市 |

シリーズ第7作目である「鉄神ガンライザー零」につながるエピソードとして2017年8月13日に放送された。